# Liuben Karavelovo, Varna
Liuben Karavelovo (în bulgară Любен Каравелово) este un sat în comuna Aksakovo, regiunea Varna,  Bulgaria. 

## Demografie
Componența etnică a satului Liuben Karavelovo
     Bulgari (13,9%)
     Nicio identificare (5,06%)
     Romi (69,2%)
     Turci (0,84%)
     Altele (10,98%)
La recensământul din 2011, populația satului Liuben Karavelovo era de 1.539 locuitori. Din punct de vedere etnic, majoritatea locuitorilor (69,2%) erau romi, cu o minoritate de bulgari (13,9%). Pentru 5,06% din locuitori nu este cunoscută apartenența etnică.